# Пилица (река)
Пилица је река у централној Пољској, најдужа лева притока Висле, са дужином од 319 km и сливом површине од 9.273 km² (све у Пољској). Припада балтичком сливу.
Извире на надморској висини од 350 м, претежно тече равницом, са протоком од 48,6 m³/s. У пролеће обично изазива поплаве.
Највећи град кроз који протиче је Томашов Мазовјецки.